# Мравунац, Дамьян
Дамьян Мравунац (хорв. Damjan Mravunac) — хорватский композитор, музыкант, звукорежиссёр и дизайнер. Прежде всего известен как штатный композитор компании Croteam, написавший саундтрек к серии игр Serious Sam.

## Биография
Дамьян Мравунац родился 24 мая 1977 года. В начальной школе посещал уроки пианино и пытался повторить классические композиции на домашнем синтезаторе Yamaha, что часто приводило к импровизации и созданию первых оригинальных мелодий. В 1990-х научился играть на гитаре, был участником некоторых местных рок-групп. После нескольких попыток построить серьёзную карьеру в составе разных музыкальных коллективов, решил заниматься продюсированием музыки в одиночку. Стал одним из пионеров цифровой звукозаписи в Хорватии, занимаясь написанием музыки на компьютере в цифровых рабочих станциях (DAW).
В 1999 году Мравунац присоединился к компании Croteam, которая на тот момент разрабатывала шутер от первого лица Serious Sam, где занял пост композитора и звукорежиссёра. Разработчикам требовался гибкий и талантливый композитор, способный работать в различных музыкальных жанрах и в сжатые сроки. Попасть в команду Дамьяну помог его друг, знакомый с техническим директором Croteam Аленом Ладавацем и передавший тому несколько демозаписей Мравунаца. После выхода в 2001 году игры Serious Sam: The First Encounter, Дамьян Мравунац стал постоянным композитором Croteam, занимаясь созданием музыки и звуковых эффектов ко всем основным играм компании. Со временем круг обязанностей композитора расширился: помимо звукового и музыкального дизайна, он занимался визуальным дизайном уровней, работал режиссёром-постановщиком внутриигровых кат-сцен, актёром озвучивания. С 2014 года занимает пост главы маркетингового отдела (CMO) Croteam. С 2018 года является одним из основателей и главным операционным директором (COO) подразделения Croteam Incubator, которое занимается поддержкой начинающих игровых разработчиков. В рамках этого подразделения Мравунац основал компанию Shot Second и в 2019 году выпустил игру Battle Bolts.
В конце 2000-х годов являлся бас-гитаристом хорватской рок-группы Prophaganda, занявшей первое место на фестивале Nektar Demofest 2009.
В своей работе над музыкой к компьютерным играм иногда сотрудничает с другими музыкантами, привлекая их к работе над саундтреком. Среди таких коллабораций стоит отметить хеви-метал группу Undercode (Serious Sam: The Second Encounter, Serious Sam 3: BFE, Serious Sam 4), ню-метал группу Synthetic Scar (Serious Sam 3: BFE), участника Nine Inch Nails Робина Финка (Serious Sam 4).

## Музыкальный стиль
Работы Мравунаца выделяются наличием в них ярких и преобладающих перкуссий, сочетающихся с выразительными и ёмкими центральными мелодиями. Композитор любит включать в свою музыку этнические мотивы и инструменты, сочетая их с более современными гитарными риффами и элементами электронной музыки. Не менее выделяются и его более тяжёлые музыкальные композиции в жанре хард-рока и хеви-метала, порой с включением вокальных партий (к примеру, в титульной песне «Hero» из саундтрека Serious Sam 3: BFE, в которой композитор выступил ещё и в качестве вокалиста). В наиболее поздних работах Мравунаца преобладают тенденции более пафосной, размашистой, «голливудской» музыки с преобладанием в ней оркестра и хора.
Одним из основных источников вдохновения в своей музыке Мравунац называет композитора Ханса Циммера.

## Работы

### Видеоигры
- Serious Sam: The First Encounter (2001)
- Serious Sam: The Second Encounter (2002)
- Serious Sam (Xbox) (2003)
- Serious Sam II (2005)
- Fire Flower (2007)
- Discovering Nature: Exploring Adventures of Jane Pinckleport (2008)
- Jewel Match (2009)
- Fishdom (2009)
- Around the World in 80 Days (2009)
- Titanic Mystery (2009)
- 1912: Titanic Mystery (2009)
- Nat Geo Adventure: Ghost Fleet (2009)
- Mary Kay Andrews: The Fixer Upper (2009)
- 4 Elements (2009)
- Memory Clinic (2010)
- The Mysterious Case of Dr. Jekyll and Mr. Hyde (2010)
- EggsEggsEggs (2010)
- Emily Archer and the Curse of Tutankhamun (2011)
- King Arthur (2011)
- Youda Safari (2011)
- Family Vacation: California (2011)
- Serious Sam 3: BFE (2011)
- Secrets of the Titanic 1912 – 2012 (2012)
- Time Chronicles: The Missing Mona Lisa (2012)
- Driver Dan (2012)
- Ghost: Elisa Cameron (2013)
- The Talos Principle (2014)
- Family Vacation 2: Road Trip (2014)
- Counter-Strike: Global Offensive (2015) — музыкальный набор Damjan Mravunac - The Talos Principle
- The Talos Principle: Road to Gehenna (2015)
- Serious Sam VR: The Last Hope (2017)
- Serious Sam's Bogus Detour (2017)
- I Hate Running Backwards (2018)
- Julie's Sweets (2018)
- SCUM (2018) — главная музыкальная тема
- Unity of Command II (2018) — звукорежиссёр
- Battle Bolts (2019)
- Serious Sam 4 (2020)
- Serious Sam: Tormental (2022)
- Serious Sam: Siberian Mayhem (2022)
- The Hand Of Merlin (2022) — мастеринг саундтрека
- The Talos Principle 2 (2023)
- Risk of Rain Returns (2023)